# On Thorns I Lay
On Thorns I Lay este o formație greacă de Death/doom și gothic metal (și grec-română pentru o perioadă din cariera lor) fondată în Atena în 1992. Au început cariera sub numele de Paralysis (1992-1993), apoi ca Phlebotomy (1993-1994), înainte de a adopta definitiv numele de On Thorns I Lay în 1994. 
Au început cariera sub numele de Paralysis (1992–1993), apoi Phlebotomy (1993–1994), înainte de a deveni On Thorns I Lay în 1994. Formația a avut un anumit succes la sfârșitul anilor 1990 cu albumele lor "Orama" și "Crystal Tears". O particularitate notabilă a formației este că liderii lor și-au continuat cariera muzicală în paralel cu profesia lor de medici specialiști. În ceea ce privește stilul, formația, fiind foarte eclectică în ceea ce privește influențele, a trecut prin diferite fațete stilistice de-a lungul carierei lor, începând cu brutal death metal în primii lor ani, trecând apoi la un stil simfonic de death doom blackened cu primul lor EP sub numele de Phlebotomy, pentru a aborda apoi doom-death atmosferic în primele lor albume și gothic metal ulterior, cu albumele lor din perioada studiilor lor din România – perioadă în care mulți muzicieni români au participat la activitățile formației (Elena Doroftei, Ionna Doroftei, Marcela Buruina, Andrei Olaru, Claudia J, Mihai Coran și Evans M.). 
On Thorns I Lay face parte din primele valuri de precursori ai doom death și gothic (alături de Paradise Lost, Theatre of Tragedy, Tristania și The Sins of Thy Beloved) care au sistematizat principiul contrastului vocal cunoscut sub numele de stilul "Frumoasa și Bestia" (‘’Beauty and the Beast’’), devenit popular la sfârșitul anilor 1990. Mai apoi, la începutul anilor 2000, formația s-a orientat către un stil de rock-metal mai simplu, depresiv și introspectiv. Formația a luat o pauză în 2006, care a durat aproape zece ani. S-au reunit în 2015 și s-au întors treptat la stilul doom-death al începuturilor lor. Au lansat trei albume de la reuniunea lor, iar un album nou este programat pentru noiembrie 2023. Este de remarcat că grupul a suferit o sciziune în 2021-2022. Mai mulți dintre foștii săi membri, inclusiv solistul, chitaristul și fostul toboșar care părăsiseră formația, s-au reunit pentru a reforma grupul original, Phlebotomy, reactivând astfel o incarnație anterioară a formației sub care au lansat de asemenea un album în 2023. De-a lungul anilor, grupul a cântat în Grecia și în Europa alături de Dream Theater, In Flames, Anathema, Amorphis, Katatonia, Tiamat, The Gathering, Satyricon, Septic Flesh și mulți alții.

## Componență

### Membri actuali
- Peter/Petros Miliadis – bas, voce (din 2021)
- Chris Dragmestianos - chitară (din 1992)
- Stelios Darakis – bateri ] (din 2019)
- Nikolas Perlepe - chitară (din 2022)
- Antonis Venturis - keyboard (din 2004)
- Alex Papadiamantis - vioară (din 2020)

### Foști membri
- Stefanos Kintzoglou - bas(1992-2017), voce (1992-2001; 2004-2021)
- Marcela Buruiana- voce (1999–2002)
- Georgia Grammaticos/Grammaticoù- voce (1996-1997)
- Giannis Koskinas - bas (2020-2022)
- Fotis Hondroudakis- baterie (1995–1997, 2003-2019)
- Akis Pastras chitară (2015-2020)
- Maxi Nil – voce  (2004-2015)
- Minas Ganeau  - chitară, voce (2002-2012)
- Elena Doroftei - violă (1999–2002)
- Claudia J. - voce (2000–2001)
- Mihai Coran- Keyboards(2000–2001)
- Evans M. – baterie (2000-2001)
- Roula Mammalis - Keyboard, voce (1997-1998)
- Ionna Doroftei - claviers (1999)
- Jim Ramses - bas (1995)
- Andrew Olaru - baterie (1999)

## Discografie

### Albume
- Sounds of Beautiful Experience (1995)
- Orama (1997)
- Crystal Tears (1999)
- Future Narcotic (2000)
- Angeldust (2002)
- Egocentric (2003)
- Precious Silence (2004-2011) (Album nepublicat, dar disponibil online pe Soundcloud, va fi ulterior editat, modificat și reconstruit pentru a crea un nou album din acesta: "Eternal Silence")
- Eternal Silence (2015)
- Aegean Sorrow (2018)
- Threnos (2020)
- On Thorns I Lay (2023)

EP
- " "Dawn Of Grief" (EP sub numele său anterior, Phlebotomy) (1993)

## Sources
Cărți 
- Jérôme Alberola, Les belles et les bêtes, Anthologie du rock au féminin, Camion blanc, 2012, p. 260
- Stéphane Leguay, "Métal Gothique" in Carnets noirs, éditions E-dite, 3e édition, 2006, ISBN: 2-84608-176-X
- Fabien Hein, Hard rock, heavy metal, metal: Histoire, cultures et pratiquants, Edition Melanie Setun, Réédition, 2019, p.91

Biografie
- Biography on MusicMight Arhivat în 26 septembrie 2012, la Wayback Machine.

Articole și interviuri
- Radegout, Nicolas (mai 1999). „"On Thorns I Lay - Les larmes de Dracula" p.64-65” ["On Thorns I Lay - Lacrimile lui Dracula"]. Hard Rock Magazine (în franceză). France: Compagnie de Presse et d'édition spécialisée(CPES). Arhivat din original la 26 mai 2022. Accesat în 9 august 2023.
- Chris Dick (2020). „Q&A: Christos Dragamestianos' On Thorns I Lay Is Reborn Again”. decibelmagazine. Accesat în 9 august 2023..
- Raquel Miranda (2020). „Interview with On Thorns I Lay”. metalimperium.com. Accesat în 9 august 2023..
- Aleks Evdokimov (2018). „Interview with On Thorns I Lay (doom-metal.com)”. doom-metal.com. Accesat în 9 august 2023..
- frostkamp (2004). „Interview with Minas (On Thorns I Lay”. frostkamp.wordpress.com. Accesat în 9 august 2023..
- Stefan Glas (2004). „On Thorns I Lay Halbgötter”. www.underground-empire.com. Arhivat din original în 17 iulie 2011. Accesat în 9 august 2023..
- Crystal Latsara (2019). „Inteview with On Thorns I Lay”. metalinvader.net. Accesat în 9 august 2023..
- interview with the band on Lords of Metal Site in English